# Petite Pervenche
Vinca minor
Espèce
Classification phylogénétique
La Petite Pervenche (Vinca minor L.) est une espèce de plante à fleurs de la famille des Apocynacées.

## Description
C'est une plante herbacée vivace.
Sur une base sarmenteuse se forment des tiges rampantes, érigées, portant des feuilles opposées, ovales, vert foncé, parcheminées, persistantes, qui produisent des fleurs terminales solitaires, bleues, à 5 pétales carrés asymétriques.

## Composition
La plante renferme de 0,3 à 1 % d'alcaloïdes totaux. La vincamine (représente environ 10 % de ces alcaloïdes totaux) est accompagnée d'une trentaine d'autres alcaloïdes indoliques de type éburnane (vincine epivincamine, eburnamonine), de type aspidospermane et apparentés (québrachamine, vincadine, minovincine, vincadifformine), de type binaire (vinblastine) ou de type corynanthéane.

## Répartition
La Petite pervenche est une plante commune dans toutes les forêts d'Europe (jusqu'à 1 300 m d'altitude) et jusqu'au sud de la Russie.

## Habitat
C'est une plante des sous-bois, de haies et de parcs où elle peut se montrer envahissante.
En zone européenne tempérée, la Petite pervenche, cette rudérale, est un bio-indicateur qui signale qu'une parcelle a été autrefois utilisé par l'homme, éventuellement plusieurs siècles ou millénaires auparavant, ce qui lui vaut être la plante indicatrice des chercheurs de trésors. Elles renseignent donc sur la naturalité des forêts.

## Usages
Plante astringente, diurétique, dépurative, tonique et vulnéraire. Elle est utilisée pour les troubles de la mémoire, ainsi que pour les mains et doigts froids (maladie de Raynaud), elle agit comme un neuro-dilatateur  contre la mauvaise circulation artérielle dans le cerveau (ischémie cérébrale) et les troubles fonctionnels dus à l’artériosclérose, tels les vertiges et les bourdonnements d’oreilles et l'hypertension. Elle aurait des vertus anti-cancéreuses,,,. Une plante dont on peut utiliser les feuilles en infusion.

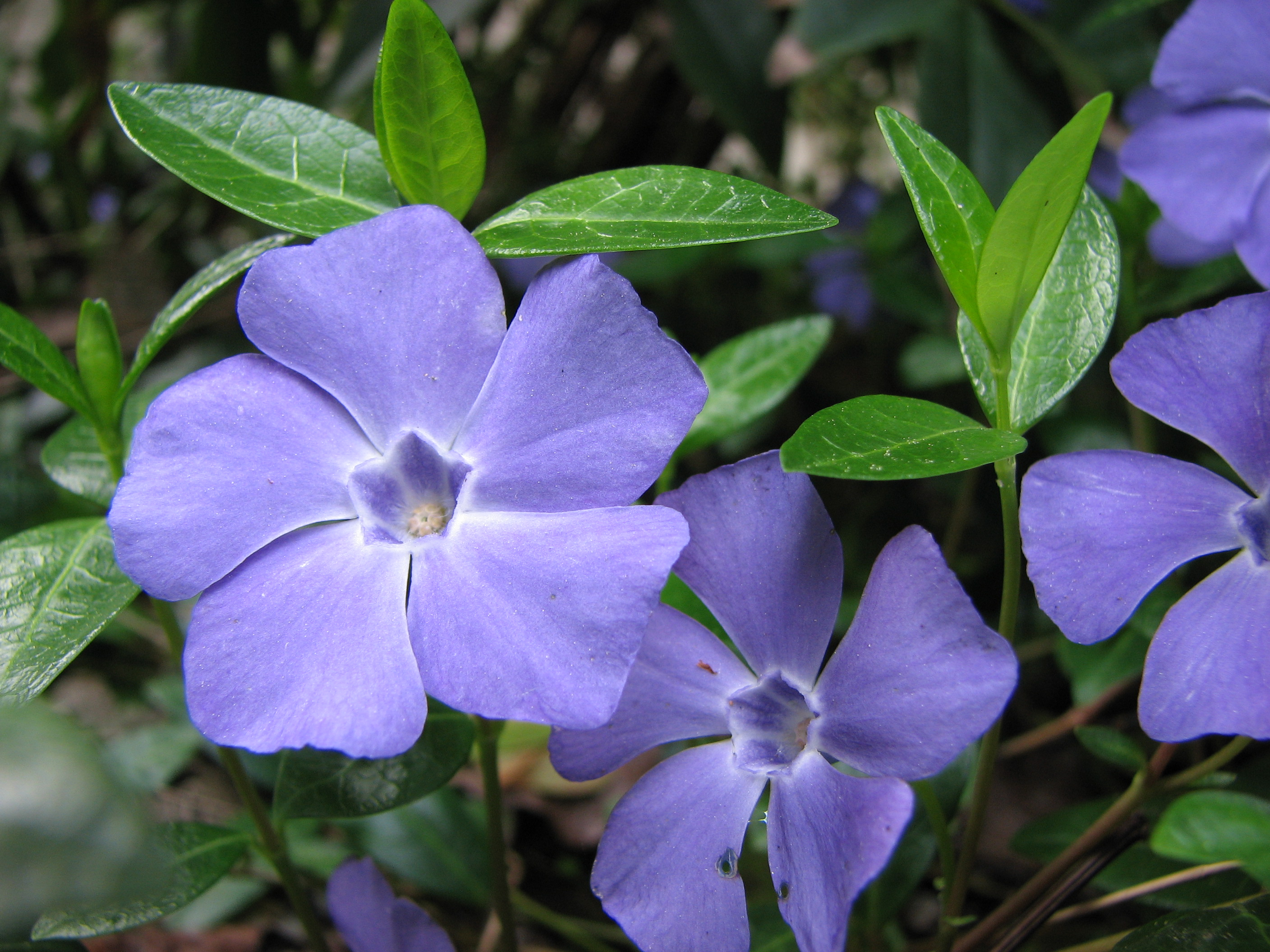
Fleurs.
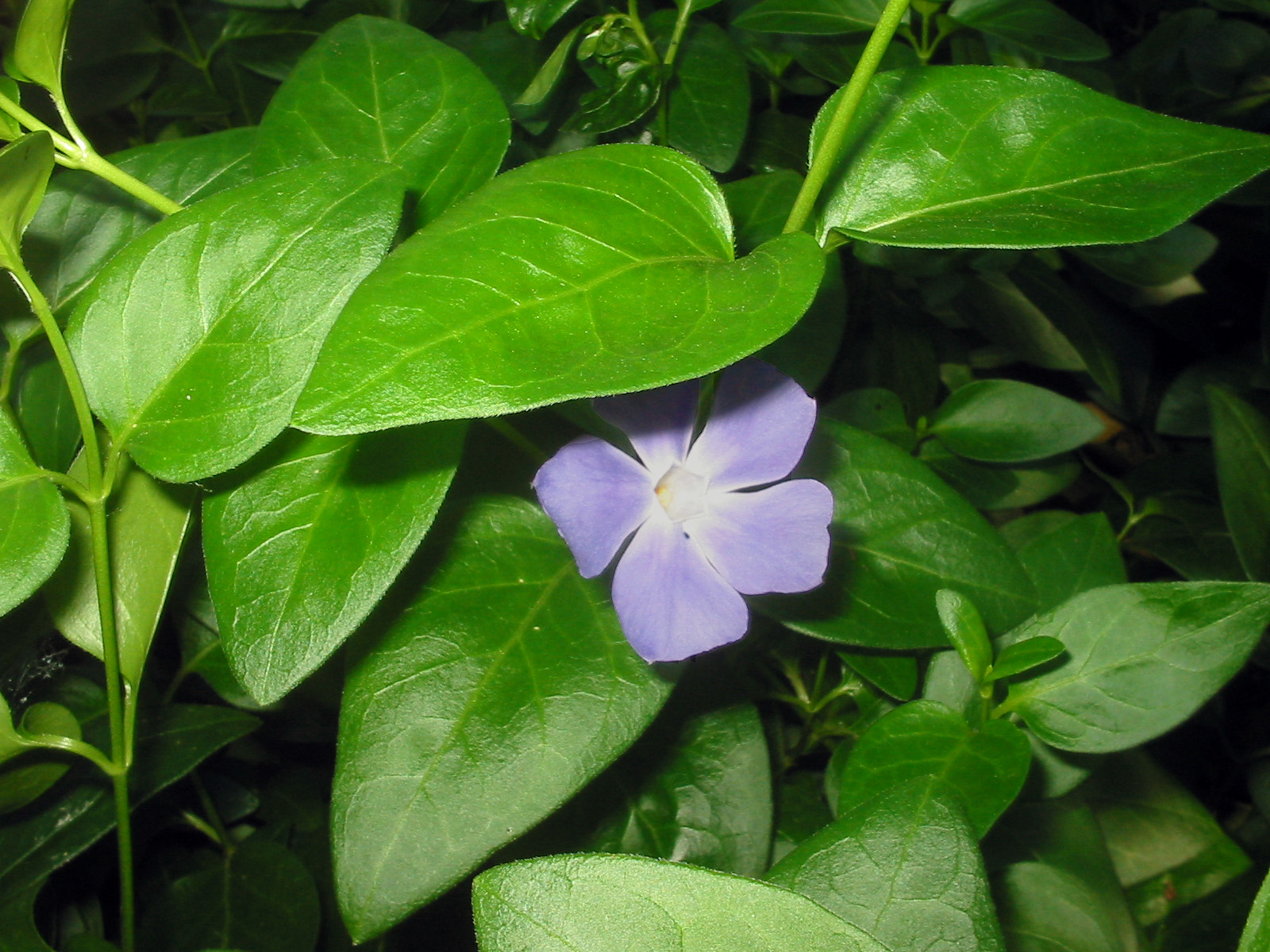
Feuilles et fleur.
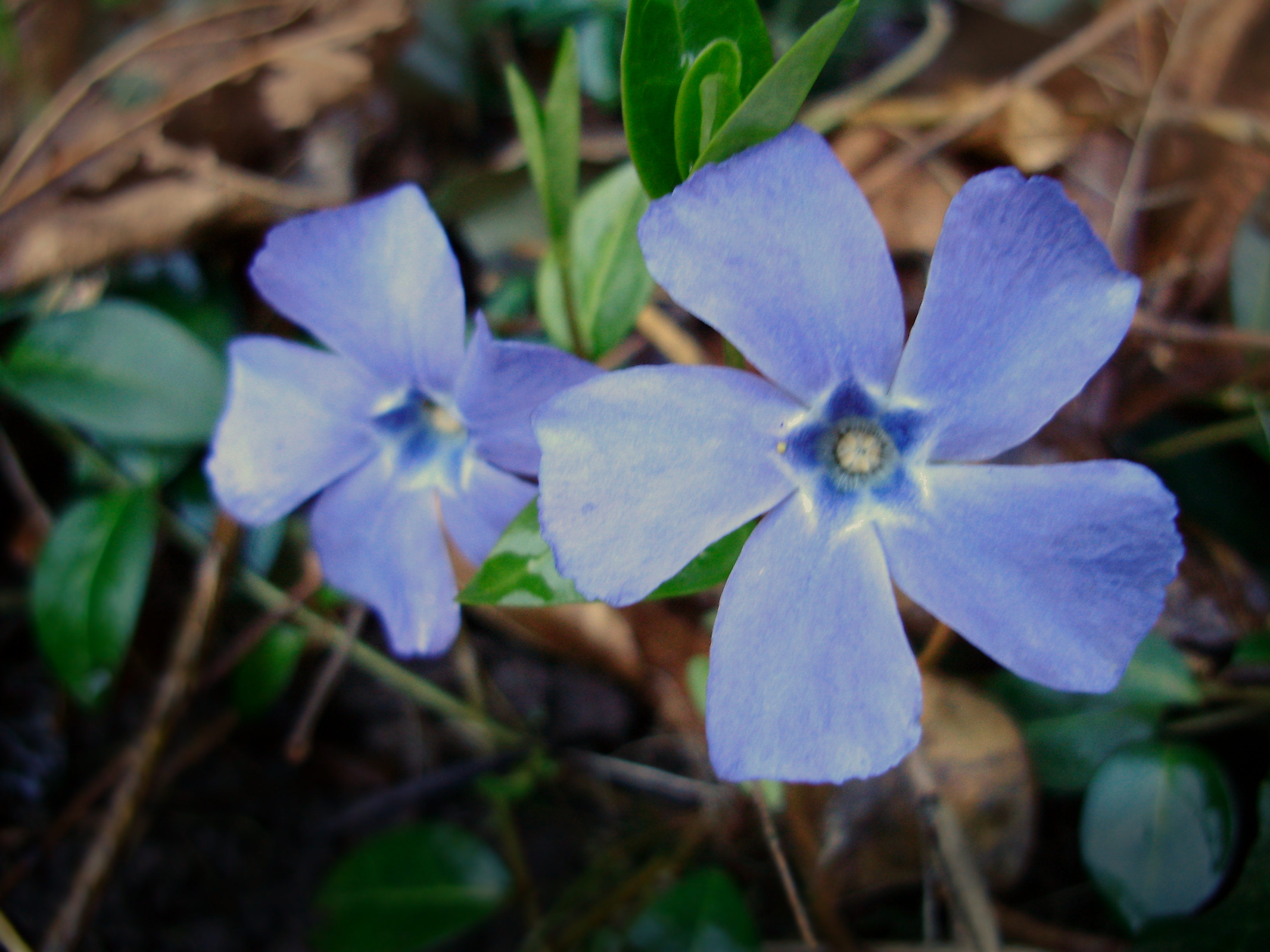
Fleurs.
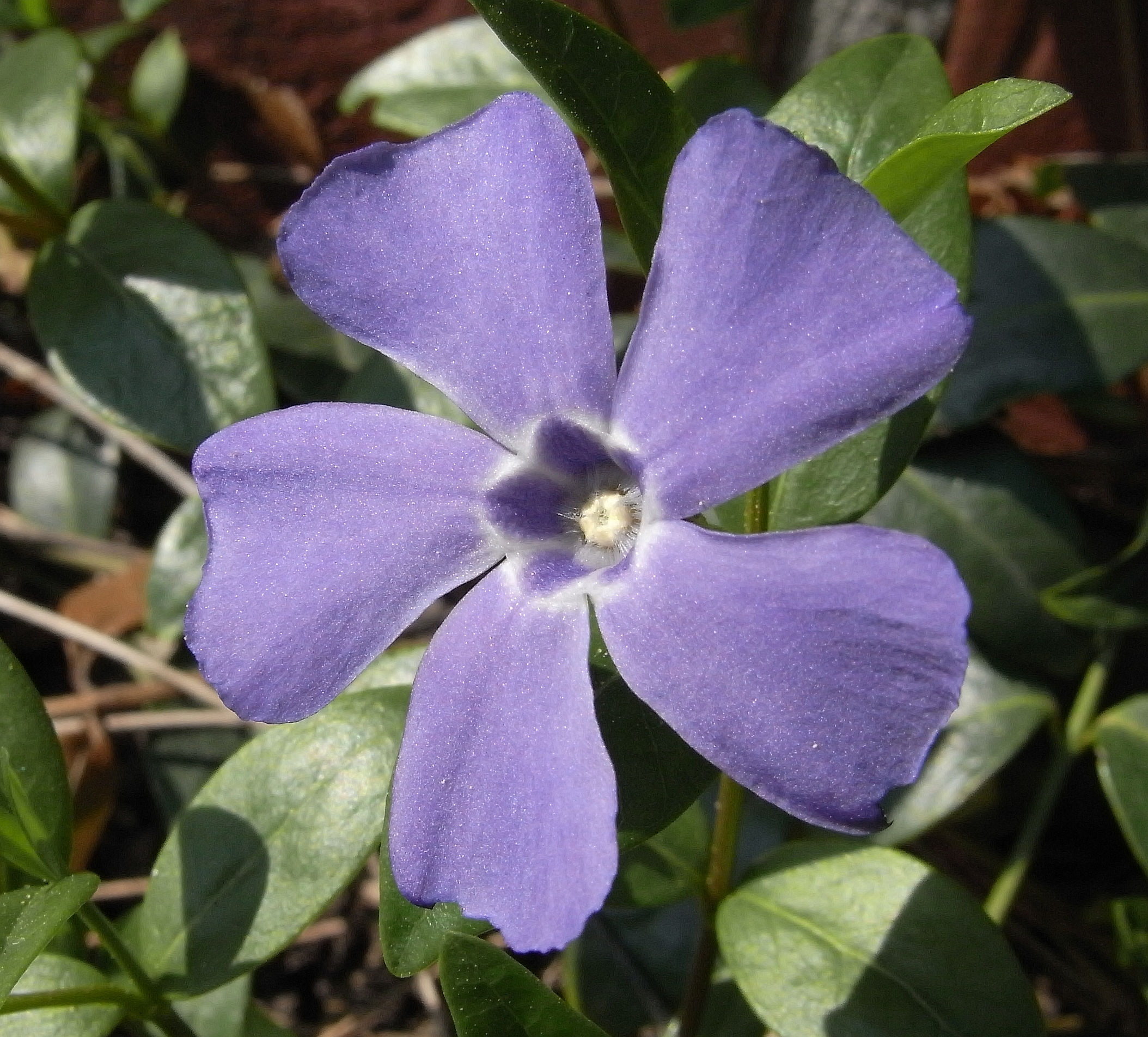
Détail de l'inflorescence.
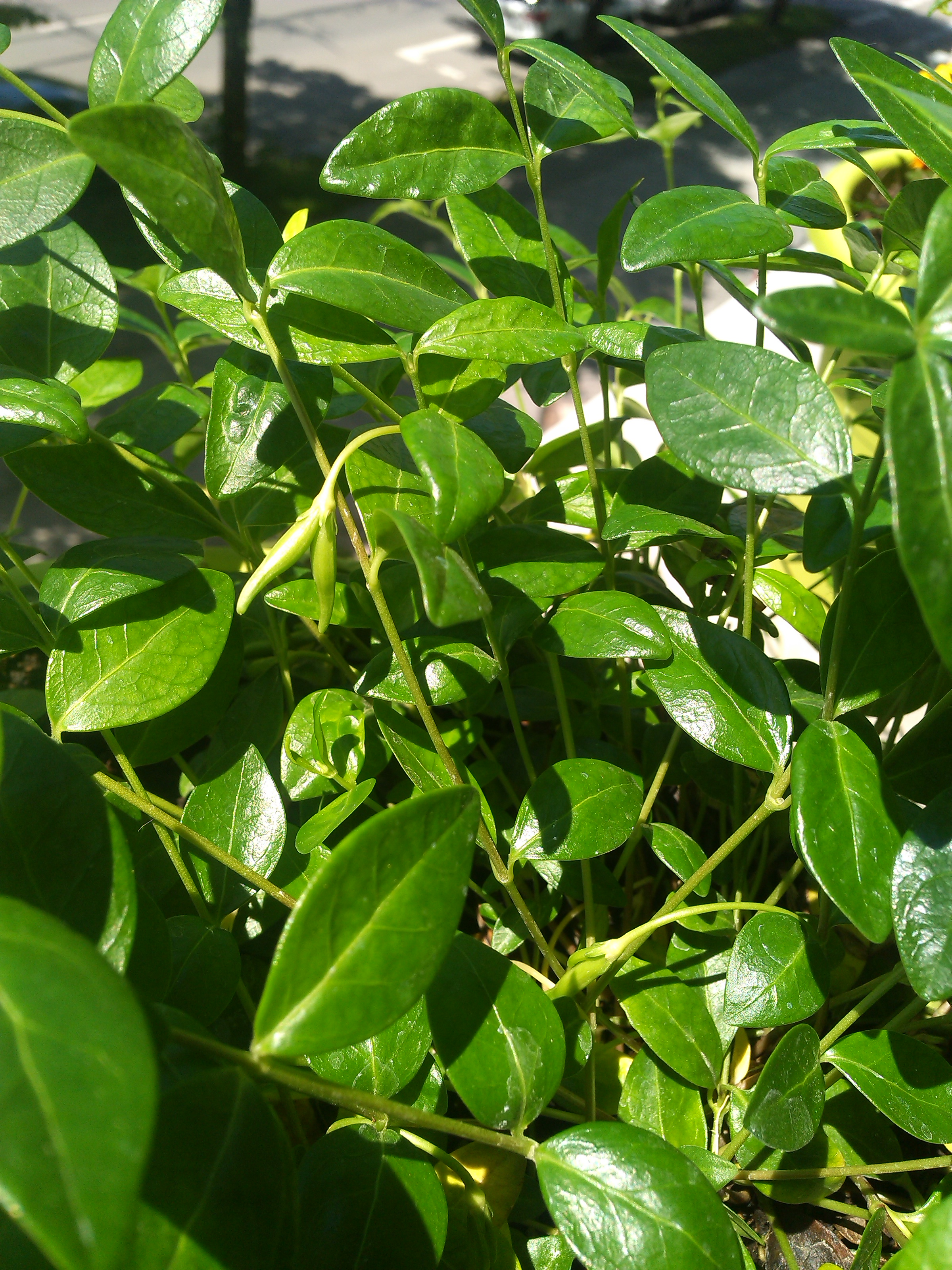
Feuilles et jeunes fruits.